# Newkirk, Oklahoma
Newkirk är administrativ huvudort i Kay County i Oklahoma. Vid 2010 års folkräkning hade Newkirk 2 317 invånare.